# Get a Life Selv
Get a Life Selv er et studiealbum udgivet i 2003 af Bossy Bo og Jazzy H under navnet Hustlerne. De havde begge været en del af den danske rapgruppe Østkyst Hustlers, men da Nikolaj Peyk havde forladt gruppen i 1998, regnes albummet ikke nødvendigvis blandt Østkyst Hustlers' diskografi.

## Baggrund
Efter det forgangne albums lunkne anmeldelser, havde Nikolaj Peyk valgt at forlade gruppen Bossy Bo og Jazzy H havde brugt to år på at skrive materialet til det nye album færdigt, efter Peyks exit. Det lå herefter hos pladeselskabet Sony i 3 år, før deres kontrakt udløb, da selskabet ikke troede på at rap kunne sælge mere. De to tilbageværende medlemmer udgav albummet via det lille selskab ArtPeople. Det blev dog kun solgt i 3.000 eksemplarer, bl.a. fordi det ikke blev distribueret til forhandlerne.

## Spor
1. "Action"
2. "Din Mor"
3. "Kør Ordentligt"
4. "Get A Life"
5. "Hvad Fa´en Skal Man Sige"
6. "God Haardag"
7. "Stadigvæk Cool"
8. "Hvordan Går Det"
9. "Gå Ind Og Sov"
10. "Det Var Dengang"
11. "Vin & Tobak"
12. "Lige Nu"

## Personel
- Bossy Bo - rap, tekst, baggrundsvokal, keyboards (spor 4, 6 og 8), producer (spor 5 og 12), programmering (spor 1-9 og 12)
- Jazzy H - rap, tekst
- Jacques Pedersen - akustisk guitar
- Halfdan E - baggrundsvokal (spor 1, 2 og 9), bas (spor 1, 4 og 7-9), guitar (spor 4 og 9) keyboards (spor 1-3, 6, 7 og 9-11), producer (spor 1-4 og 6-11), programmering (spor 1-4 og 6-11)
- Nikolaj Teinvig - guitar (spor 1-9 og 11), baggrundsvokal (spor 10)
- Wili Jønsson - baggrundsvokal (spor 9)
- Carsten Jul - elektrisk klaver
- Jacob Eriksen - guitar (spor 12)
- Christian Thylstrup - coverart, foto
- Anders Matthesen - vokal og baggrundsvokal (spor 5, 9, 10 og 12)
- Lone Selmer - vokal og baggrundsvokal (spor 12)
- Morten Munch - mix